# Charles N. Brown
Charles Nikki Brown (n. 24 iunie 1937, New York City, New York, SUA – d. 12 iulie 2009) a fost un redactor american, co-fondator și editor al revistei Locus, revista de știri și recenzii de lungă durată despre literatura științifico-fantastică și cea fantastică.

## Biografie
Brown s-a născut la 24 iunie 1937 în Brooklyn, New York. A studiat la City College până în 1956, când a intrat în armată la 18 ani;  Brown a slujit în Marina Statelor Unite timp de trei ani. După ce a terminat serviciul naval, a lucrat ca inginer nuclear, dar mai târziu și-a schimbat cariera și a intrat în domeniul editorial; în 1975 Brown a devenit redactor cu normă întreagă pe domeniul science fiction al revistei Locus.
Împreună cu Ed Meskys și Dave Vanderwerf, Charles N. Brown a fondat Locus în 1968 ca fanzin de știri pentru a promova o ofertă de a găzdui Convenția mondială de științifico-fantastic (Worldcon) din Boston din 1971. Inițial a dorit să apară numai până la votul de selecție a locului de desfășurare a Worldcon (St. Louiscon) din 1969 la St. Louis, Missouri, dar apoi Brown a decis să continue să publice Locus ca fanzin în general de literatură science fiction și fantastică. A început repede să umple golul rămas după ce vechiul fanzin de zeci de ani Science Fiction Times (fostul Fantasy Times, fondat în 1941) și-a încetat publicarea în 1970 în aceeași perioadă de timp. Locus a evoluat treptat la o revistă profesională a domeniului și a rămas așa și astăzi. În 1970, Locus a fost nominalizat pentru prima dată la categoria Premiul Hugo pentru cel mai bun fanzin. În anul următor, la a 29-a ediție Worldcon (Noreascon) pe care Locus l-a organizat pentru a-l promova și sprijini, fanzinul de știri al lui Brown a câștigat primul său premiu Hugo dintr-un total record de 29 de premii primite (în 2008).  
Brown a murit liniștit în somn la vârsta de 72 de ani. Anterior a fost anunțat ca unul dintre oaspeții de onoare de la Renovation, cea de-a 69-a Convenție Mondială de Science Fiction din Reno, Nevada. Potrivit tradiției consacrate la Worldcon, el a fost numit oaspete de onoare în memoria contribuțiilor sale îndelungate în domeniul science fiction.

## Vezi și
- Listă de redactori de literatură științifico-fantastică